# Käesalu
Käesalu egy településrész Keila várostól északra Harju megyében, Észtország északnyugati részén. Käesalu népessége 2000-es népszámlálási adatok alapján 34 fő. A jelenlegi közigazgatási határok nem esnek egybe a Käesalu korábbi határaival. A településrész mellett folyik a Keila folyó.

## Története
Käesalu történetéről a legkorábbi írásos emlék 1480-ból származik. A 17. század elejéig a falu Keila várához tartozott. II. Gusztáv Adolf svéd király Hans Hansson Elveringile uralma alá rendelte Keilát és a Käesalu-Tuula kastélyt felépíttették.

## Népesség
A település népessége az utóbbi években az alábbi módon alakult:
| Lakosok száma | 83   | 93   | 104  | 109  |
|               | 2011 | 2019 | 2020 | 2021 |

## Növényvilága
A település határában a Magyarországon védett hússzínű ujjaskosbor is megtalálható.

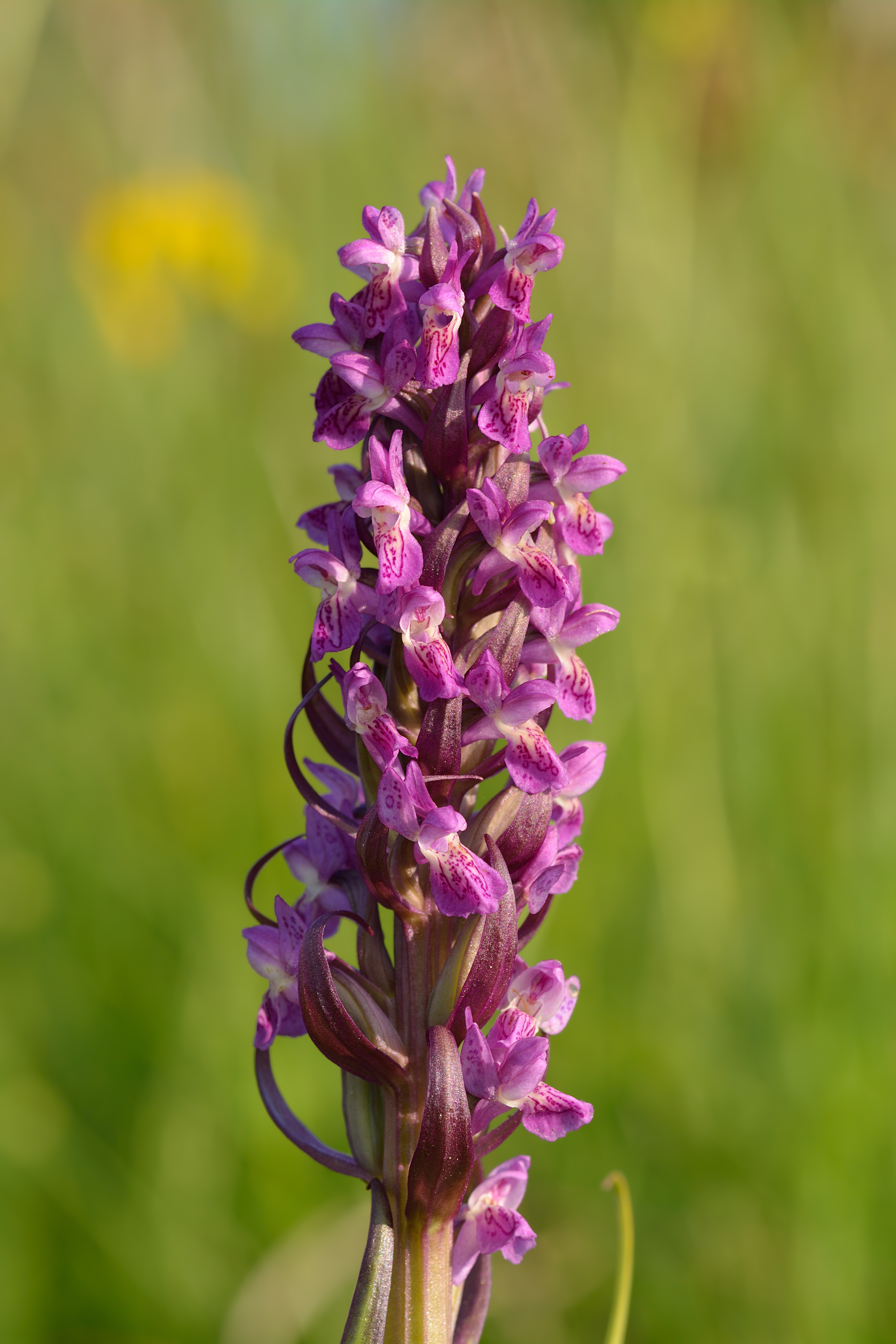
Hússzínű ujjaskosbor
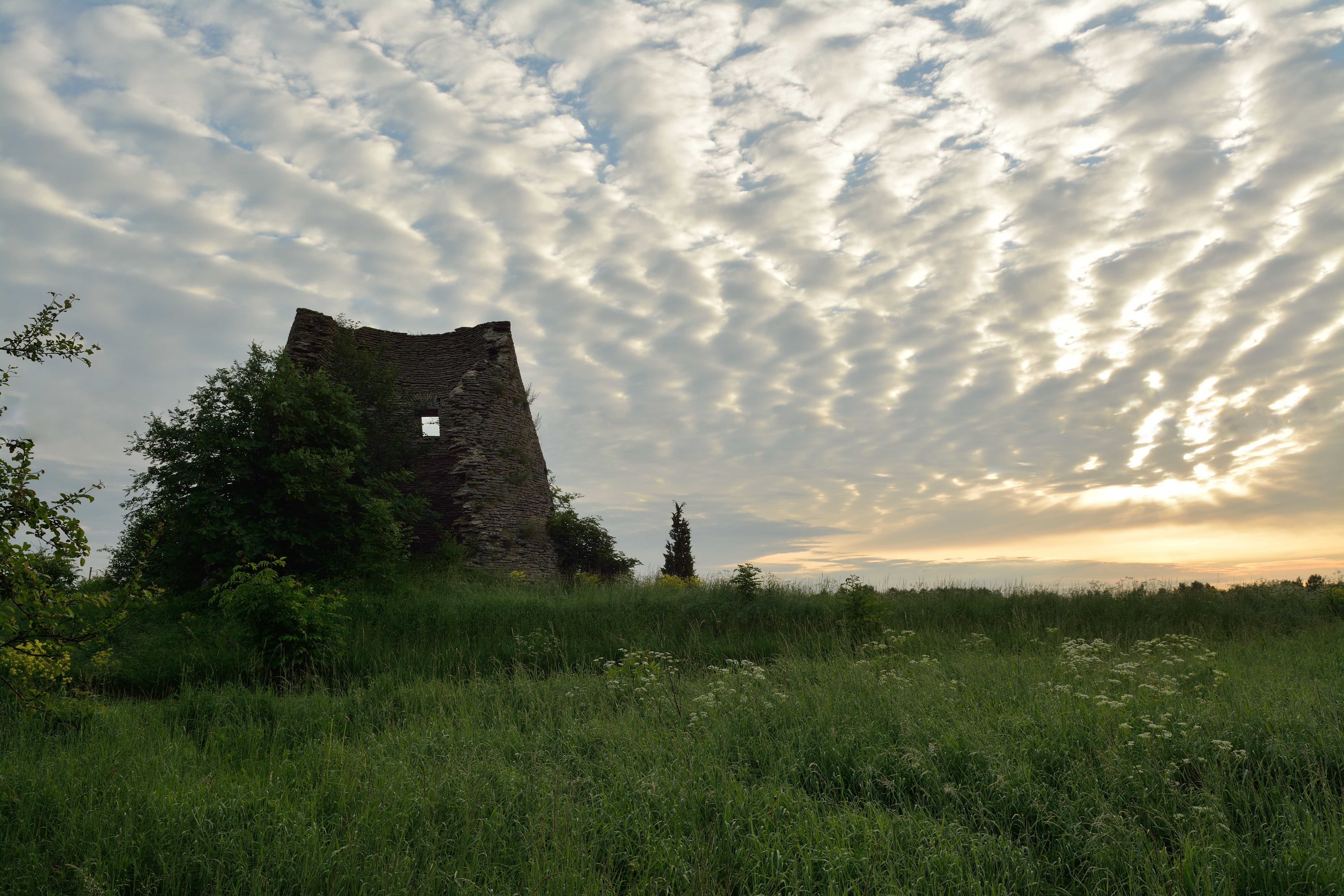
A Käesalu-kastély maradványai
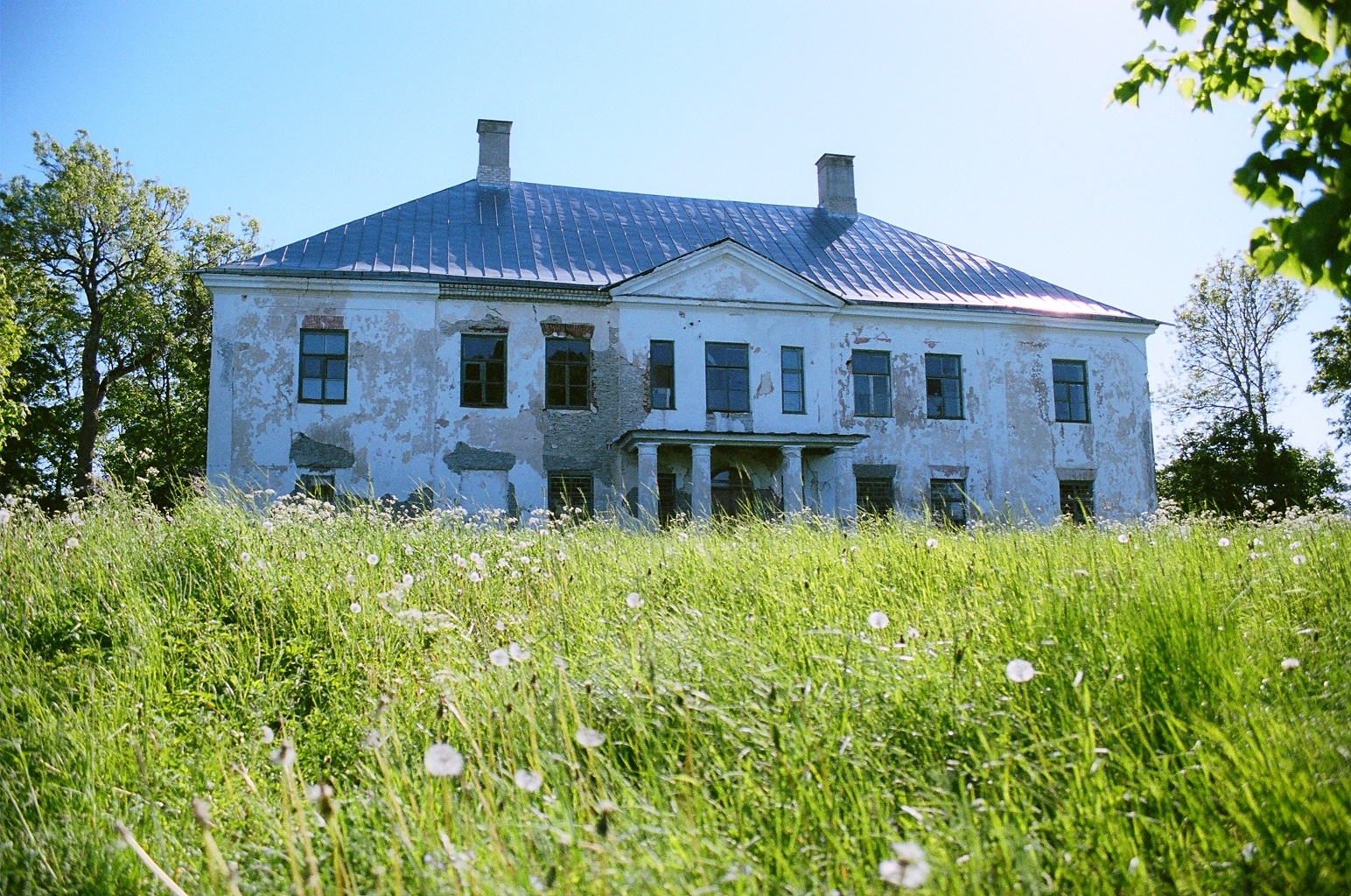
A Käesalu majorság uradalmi épülete

## Fordítás
- Ez a szócikk részben vagy egészben  a   Käesalu című észt Wikipédia-szócikk ezen változatának fordításán alapul.  Az eredeti cikk szerkesztőit annak laptörténete sorolja fel. Ez a jelzés csupán a megfogalmazás eredetét és a szerzői jogokat jelzi, nem szolgál a cikkben szereplő információk forrásmegjelöléseként.